# Business Innovation Centre
Il Business Innovation Centre è nato nel 1984 promosso dalla Direzione Generale delle Politiche Regionali  della Commissione europea.

## La missione
Lo scopo dell'organismo comunitario è lo sviluppo dell'impresa con maggior attenzione alla piccola e media impresa, in settori innovativi, allo scopo di incrementare i posti di lavoro e mantenerli nel tempo.

## L'attuazione
Sono stati costituiti circa 200 centri nel territorio dell'Unione europea, di cui oltre il 15% in Italia.
Questi centri hanno ricevuto, da parte del Ministero del Lavoro e della Previdenza Sociale, il riconoscimento di Agenzia per la promozione del lavoro.
Nel capitale di queste Agenzie sono entrati tutti gli Enti Territoriali (Regioni, Comuni, Province, Camere di Commercio, Banche, Associazioni di categoria, Industrie etc.).
In altri termini tutti quegli enti interessati alla promozione e allo sviluppo di un particolare territorio.
I centri riconosciuti dalla Commissione Europea sono raggruppati nella rete EBN (European Business & Innovation Centre Network), tuttora attiva nella promozione dei BIC a livello europeo e globale.

## I risultati
A circa 20 anni dalla nascita, si può tracciare un bilancio che presenta luci e ombre sui risultati raggiunti. Va comunque dato atto che questo organismo, in alcune zone, ha adempiuto bene al suo compito istituzionale favorendo lo sviluppo di alcune aree particolari.